# Cormeilles-en-Vexin
Cormeilles-en-Vexin ist eine französische Gemeinde mit 1294 Einwohnern (Stand 1. Januar 2022) im Département Val-d’Oise der Region Île-de-France; sie gehört zum Arrondissement Pontoise und zum Kanton Pontoise. Die Einwohner nennen sich Cormeillais bzw. Cormeillaises.

## Geographie
Die Gemeinde Cormeilles-en-Vexin befindet sich 36 Kilometer nördlich von Paris. Sie liegt im Regionalen Naturpark Vexin français.
Nachbargemeinden von Cormeilles-en-Vexin sind Bréançon im Norden, Grisy-les-Plâtres im Osten, Boissy-l’Aillerie und Génicourt im Südosten, Montgeroult im Süden, Ableiges im Südwesten sowie Frémécourt im Westen.

## Geschichte
Gallo-römische Funde bezeugen eine frühe Besiedlung des Ortes. Cormeilles-en-Vexin gehörte im 10. Jahrhundert zu einer Seugneurie. Das Schloss wurde 949 von den Normannen zerstört.

## Bevölkerungsentwicklung

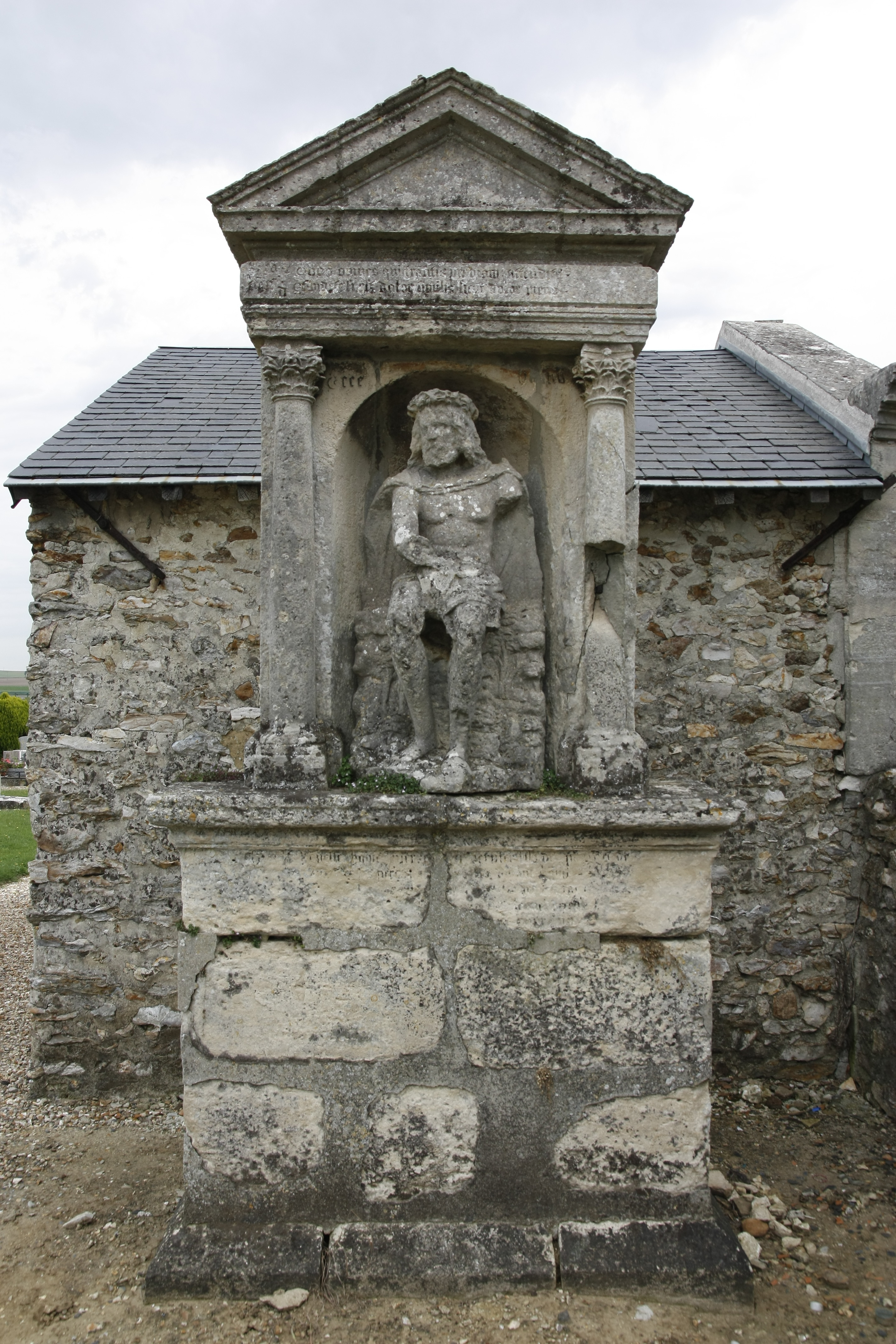
Ecce homo

| Jahr      | 1962 | 1968 | 1975 | 1982 | 1990 | 1999 | 2006 | 2011 |
| Einwohner | 639  | 664  | 729  | 761  | 802  | 863  | 974  | 1133 |

## Sehenswürdigkeiten
- Kirche Saint-Martin, erbaut ab dem 12. Jahrhundert (Monument historique)[1]
- Schlosspark[2]
- Monument de l’Ecce homo auf dem Friedhof (Monument historique)[3]

## Persönlichkeiten
- Octave Mirbeau (1848–1917), Journalist, Kunstkritiker und Romanautor, lebte von 1904 bis 1909 in Cormeilles-en-Vexin